# Быкадоров, Георгий Исаакович
Георгий Исаакович Быкадоров, также известный как Жорж Бикадорофф (фр. Georges Bykadoroff); 10 мая 1918, Ростов-на-Дону — 6 января 1990, Анже) — французский футболист, выступавший на позиции вратаря. Первый выходец из России в чемпионате Франции.

## Биография
Родился 10 мая 1918 года в Ростове-на-Дону в семье донского дворянина, генерал-майора Исаака Быкадорова (1882—1957) и Прасковьи Корольковой. 25 марта 1920 года его семья эмигрировала из России через Новороссийск. Некоторое время они проживали на греческом острове Лемнос, в Югославии и Чехословакии. В 1925 году глава семейства переехал во Францию, но малолетний Георгий остался в Праге под присмотром старшей сестры Натальи, где обучался в местной гимназии. Во время учёбы преуспел в спорте, играл в футбол, волейбол, хоккей на траве, занимался плаванием. После получения аттестата в 1937 году, воссоединился со своей семьёй во Франции, где устроился на работу вторым машинистом, а затем сварщиком на заводе Sociétémetallurgique de Normandie. Согласно архивным документам, считался ударником труда. Помимо основной работы, он стал игроком любительского клуба «Нормандия». С началом Второй мировой войны, Быкадоров был призван во французскую армию. После оккупации Франции нацистской Германией в 1940 году он переехал в свободную зону на юге страны, где получил удостоверение инструктора по физической культуре и ненадолго смог вернуться к мирной жизни. Во время правления режима Виши, Быкадоров оказался в списках для обязательной трудовой повинности в Германии и был вынужден скрываться на северо-западе страны. При этом он вернулся в состав клуба «Нормандия», где выступал под вымышленным именем — Жорж Пикар.
В 1945 году получил приглашение от профессионального клуба «Анже», выступавшего во второй лиге, и вместе с супругой Лидией Петровой и дочерью Татьяной (р. 1944) переехал в Анже. В новом клубе Быкадоров быстро закрепился в качестве основного вратаря и стал любимцем местной публики, а его уверенную игру неоднократно отмечали ведущие спортивные издания. В составе «Анже» вратарь провёл 4 сезона, сыграв 113 матчей в Лиге 2. Вместе с командой дважды останавливался в шаге от выхода в высший дивизион, заняв третье место в сезонах 1945/46 и 1946/47, однако в дальнейшем результаты клуба ухудшились: в сезоне 1947/48 «Анже» финишировал 7-м, а сезон 1948/49 закончил на 11 месте. В 1949 году перешёл в клуб высшей лиги «Монпелье», за который сыграл 23 матча. Сезон 1949/50 сложился для клуба неудачно — «Монпелье» занял предпоследнее 17 место и покинул высший дивизион, а сам Быкадоров принял решение завершить игровую карьеру.
После ухода из большого футбола, стал тренером любительского клуба. В 1953 году он вернулся в Анже, где в течение 10 лет был тренером в детской футбольной секции. Также входил в тренерский штаб «Анже» в качестве тренера по физподготовке и был спасателем в бассейне. Владел собственным тренажёрным залом, а позже открыл общественные бани, которые продал в 1984 году. Умер на 72-м году жизни 6 января 1990 года. Его именем в Анже названа улица — Rue Georges Bykadoroff.

## Награды
- Серебряная медаль «За вклад в молодёжную, спортивную и общественную деятельность»: 30 ноября 1974